# Залеське (Поморське воєводство)
Залеське (пол. Zaleskie) — село в Польщі, у гміні Устка Слупського повіту Поморського воєводства.
Населення — 466 осіб (2011).
У 1975-1998 роках село належало до Слупського воєводства.

## Демографія
Демографічна структура станом на 31 березня 2011 року:
|          | Загалом | Допрацездатний вік | Працездатний вік | Постпрацездатний вік |
| -------- | ------- | ------------------ | ---------------- | -------------------- |
| Чоловіки | 240     | 63                 | 152              | 25                   |
| Жінки    | 226     | 39                 | 141              | 46                   |
| Разом    | 466     | 102                | 293              | 71                   |